# Злочеста сестра
Злочеста сестра (енгл. The Evil Nurse, мађ. A gonosz nővér) је мађарски порнографски филм из 2004. године. Режирала га је глумица и режисерка Менди Брајт (Mandy Bright).
Филм је у Србији издало новосадско предузеће Hexor 2007. године у тиражу од 2100 комада. Нема описа на омоту, интерна ознака српског издавача је DF06, а каталошки број COBISS.SR-ID 226499847.
Куриозитет овог филма је улога Доре Вентер, која је стварно по професији медицинска сестра.

## Улоге
| Глумац         | Улога           |
| -------------- | --------------- |
| Mandy Bright   | има више улога  |
| Dora Venter    | злочеста сестра |
| Katy Parker    | злочеста сестра |
| Maria Bellucci | злочеста сестра |
| Suzanne Brend  | нервни болесник |